# 大東マリーナ
大東マリーナ（だいとうマリーナ、英語: Daitō Marina）は、日本のマリーナ。株式会社大東マリーナ（かぶしきがいしゃ だいとうマリーナ、英語: Daito Marina Co., Ltd.）により管理・運営される。

## 概要

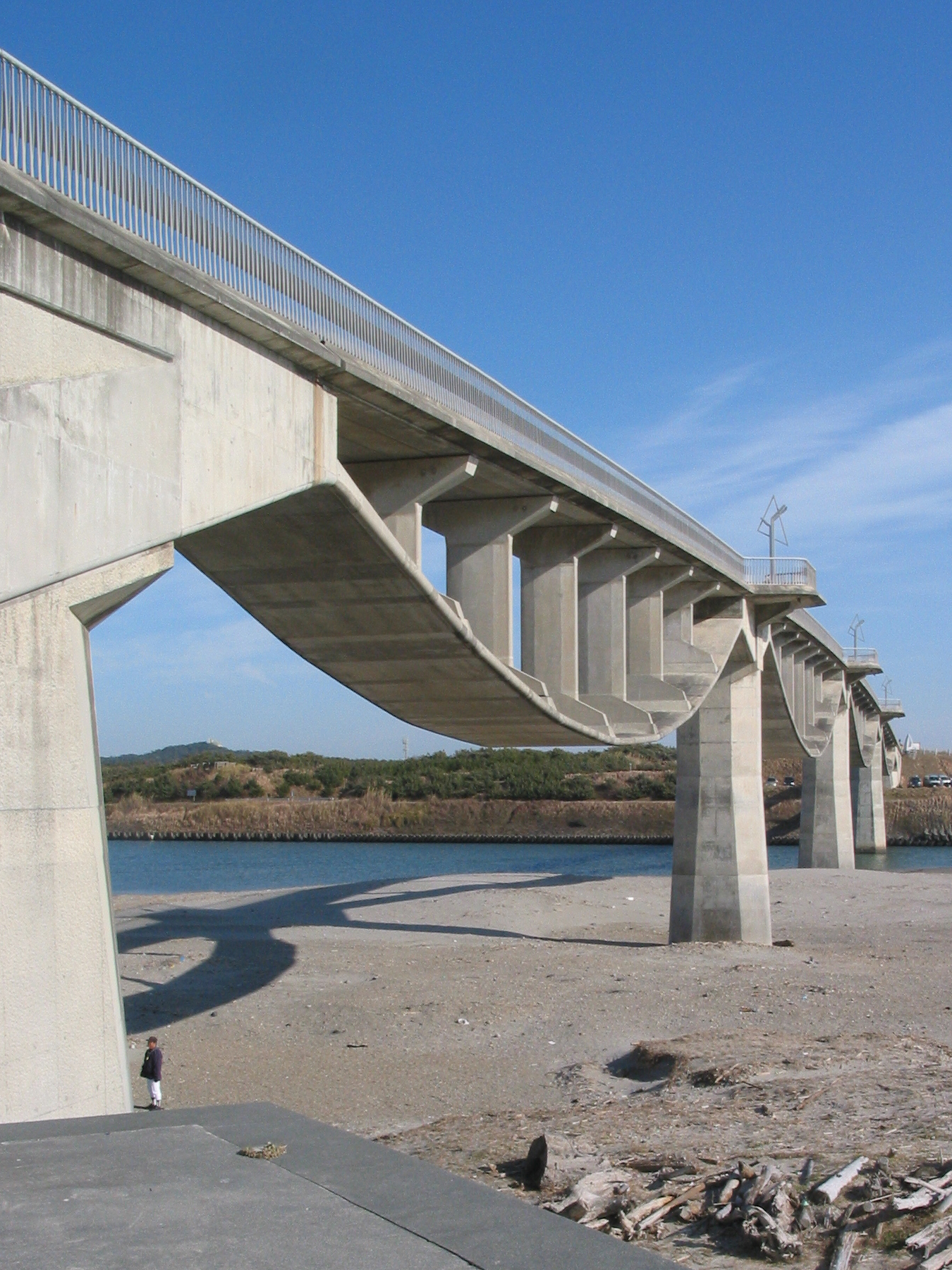
大東マリーナの船舶を通過させるため十分な航路高を確保している潮騒橋（2007年1月13日）

静岡県掛川市に所在するマリーナである。掛川市、および、静岡県菊川市を流れる一級河川である菊川の河口よりやや上流左岸に設けられている。漁業関係の船舶なども停泊している。また、日本で初めて河川に設置されたマリーナとしても知られている。大東マリーナの事務局機能は、掛川市役所の都市建設部維持管理課管理係に設置されている。一方、管理・運営そのものは第三セクターである「株式会社大東マリーナ」が担っている。

## 沿革
菊川の河口附近には、もともと右岸に大東町総合運動場が設置されており、そちらと一体として整備するため左岸に海洋公園施設の新設が計画された。菊川の本川災害防除事業の一環として、静岡県小笠郡大東町により整備されることになった。1988年（昭和63年）に着工し、1992年（平成4年）に落成式を挙行した。第三セクターとして同名の株式会社が設立され、1992年（平成4年）より供用を開始した。

## 機能

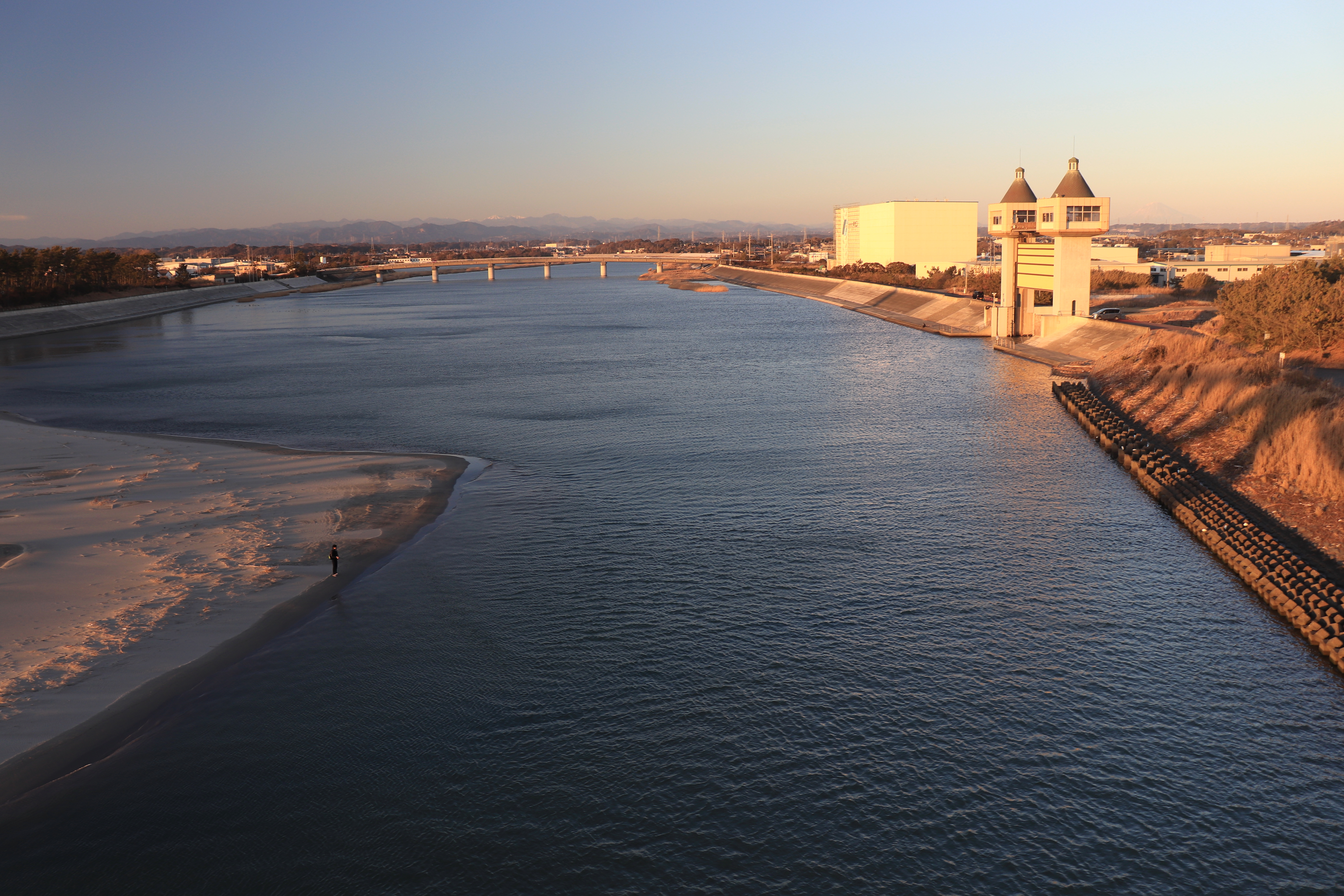
菊川（中央）と大東マリーナへの水門（右）（2019年2月2日）

漁業関係の船舶も停泊しているが、近隣の漁業協同組合の組合員だけでなく、一般の者も利用可能である。なお、利用にあたっては、大東マリーナ小型動力船組合への加入も必要となる。
また、ボランティア団体である「USPR掛川救難所」が大東マリーナに拠点を置いており、水上オートバイを駆って遠州灘の海難事故に対処している。2021年（令和3年）6月には、大東マリーナ、USPR掛川救難所、および、御前崎海上保安署の間で協定が結ばれ、USPR掛川救難所の所属メンバー以外でも、名簿登録された水上オートバイの免許所持者なら緊急時に大東マリーナを利用できるようになった。これにより、緊急時にUSPR掛川救難所は免許所持者に幅広く応援を要請できるようになり、より迅速な対応が期待されている。

## 周辺

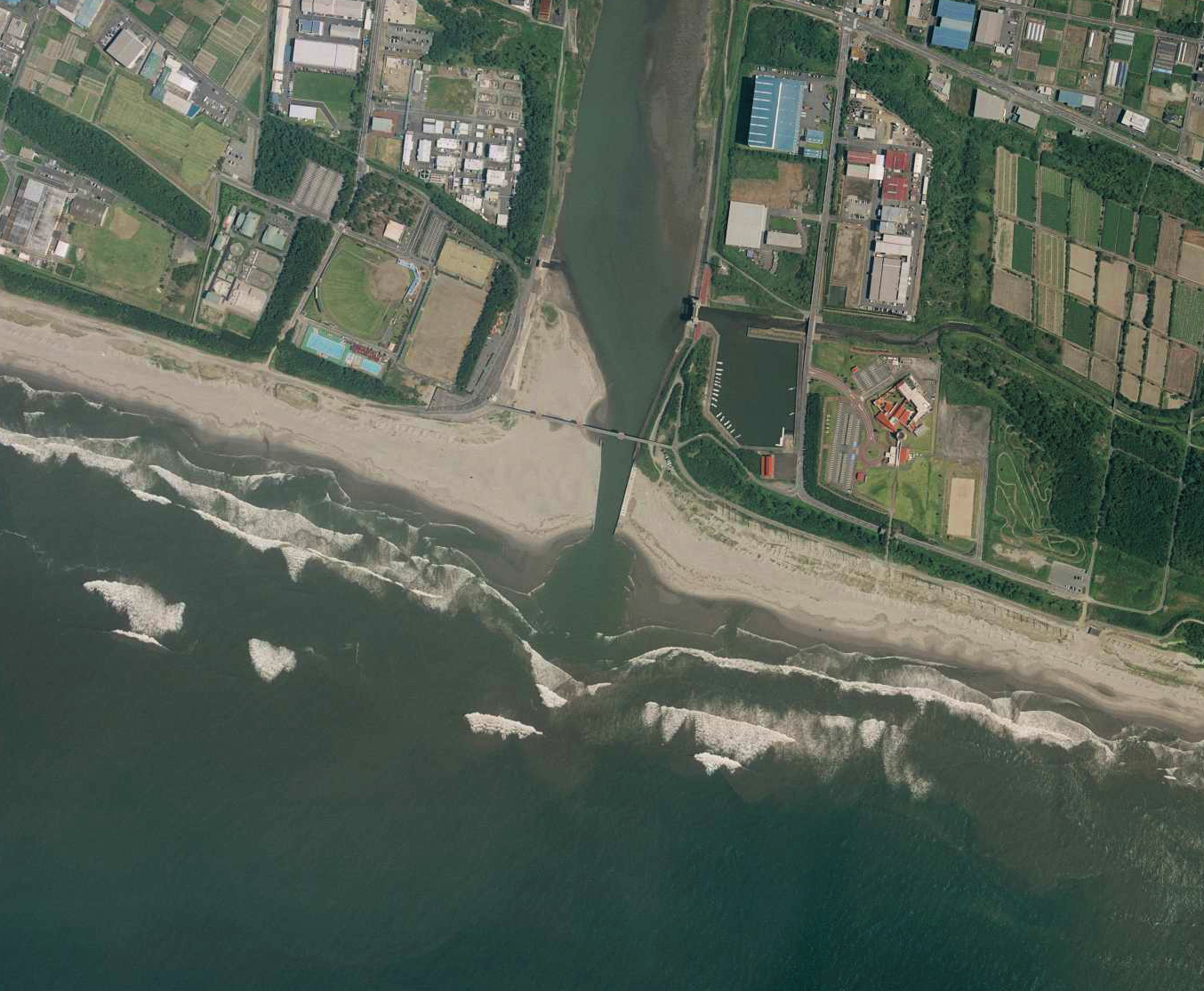
大東マリーナ（中央）周辺の航空写真（2009年8月4日）

大東マリーナが所在する静岡県掛川市は年間を通じて温暖な気候であり、冬になっても雪はほとんど降らない。その代わり、冬になると強い北西風が吹き荒れることで知られており、「遠州のからっ風」と称されている。また、大東マリーナが設けられている菊川は遠州灘に注いでいるが、遠州灘は極めて海流が速く遊泳は禁止されている。そのため、海水浴はできないものの、この強い風と波を生かしたウォータースポーツが盛んである。菊川の河口附近の国安海岸、および、それらを含む大浜海岸は、著名なサーフポイントとなっている。
なお、菊川の河口には、静岡県道376号浜松御前崎自転車道線のために潮騒橋が架かっている。大東マリーナは潮騒橋よりも上流に位置しているため、大東マリーナの船舶が橋の下を行き来することになる。そのため、潮騒橋の航路高は9.5メートルも確保されている。

## 略歴
- 1988年 - 着工[1]。
- 1992年 - 竣工[2]。
- 2005年 - 大東町から掛川市に移管。

### 註釈
1. ↑  大東町総合運動場は、2005年に掛川市大東総合運動場に改組された。
2. ↑  静岡県小笠郡大東町は、旧掛川市、大須賀町と合併し、2005年に新制掛川市が設置された。